# Lorenzo Colombo (pilota automobilistico)
Lorenzo Colombo (Legnano, 13 settembre 2000) è un pilota automobilistico italiano, impegnato con la Prema Orlen Team nel Mondiale Endurance e nella European Le Mans Series.

## Carriera

### Kart e Formula 4
Nato a Legnano, in provincia di Milano, inizia a competere a livello agonistico nei campionati italiani di Karting nel 2009. Nel 2012 corre nella categoria 60 mini, vince il Trofeo Nazionale Easykart e arriva terzo nel campionato italiano.
Nel 2016 debutta in monoposto nella Formula 4 italiana con il team BVM Racing. Colombo chiude dodicesimo nella classifica finale conquistando anche un podio sul Circuito di Imola.
L'anno seguente si riscrive al campionato italiano ma passa al team Bhaitech. La stagione si dimostra molto positiva conquistando otto podi con due vittorie, la prima ad Adria e la seconda nell'ultima gara stagionale a Monza. Chiude la stagione al terzo posto con 30 punti di svantaggio sul primo, Marcus Armstrong. Lo stesso anno corre part-time anche nel Campionato ADAC di Formula 4 sempre con il team Bhaitech e nella Euroformula Open con il team spagnolo Campos Racing.

### Formula Renault

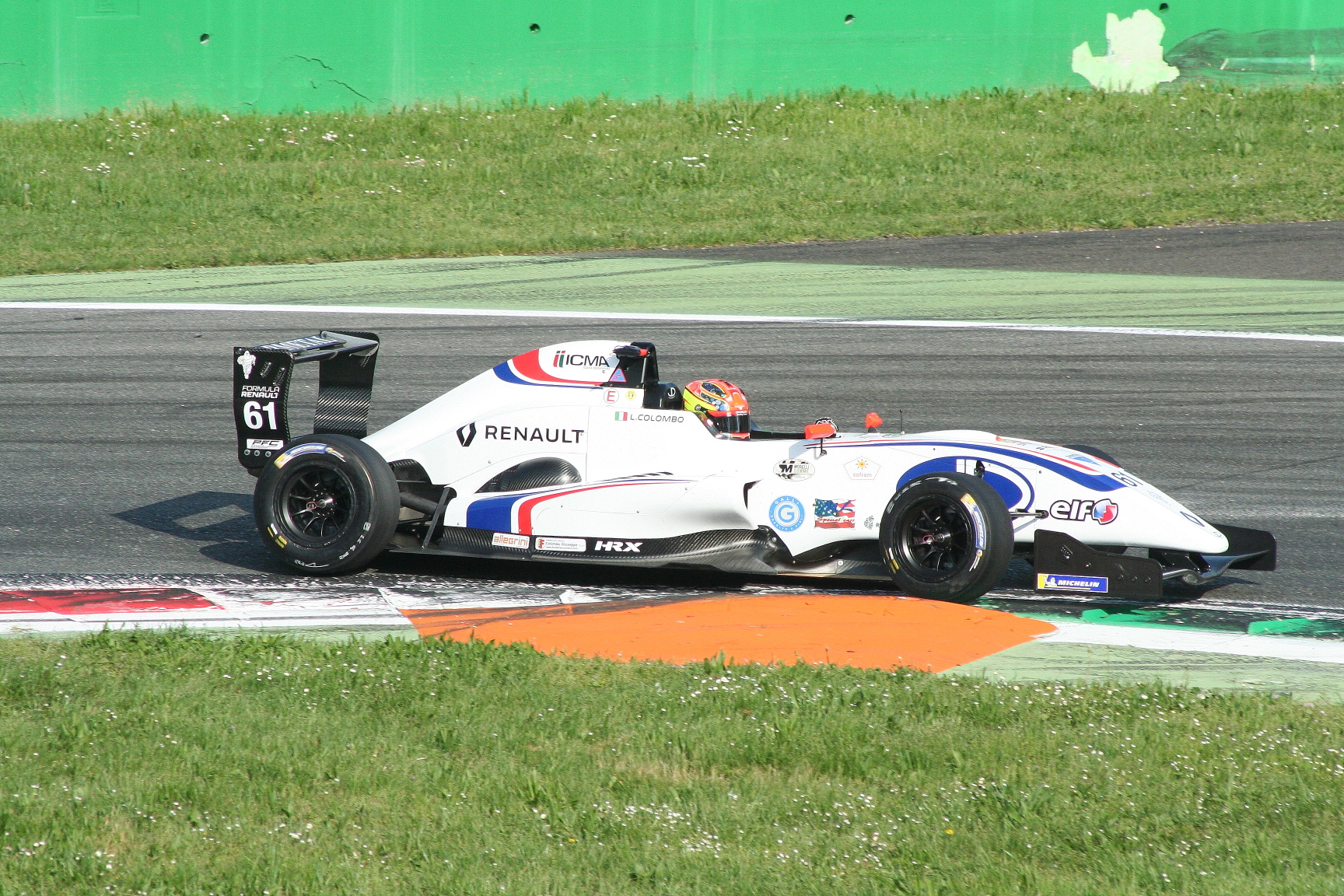
Colombo a Monza

Colombo nel 2018 debutta nella Formula Renault Eurocup con il team JD Motorsport. Nel corso della stagione conquista due pole position e cinque podi, chiudendo sesto in campionato, terzo nella classifica riservata ai Rookie dietro a Christian Lundgaard e Logan Sargeant. Continua l'anno seguente nella categoria, passa al team olandese MP Motorsport insieme a Matteo Nannini e Victor Martins. Conquista tre vittorie, due al Paul Ricard e l'altra a Spa-Francorchamps chiudendo quarto in classifica piloti.
Nel 2020 continua nella Formula Renault e ritorna con il team Bhaitech insieme a Vicky Piria. Dopo le difficoltà di inizio stagione, Colombo riesce a trovare la prima vittoria della stagione all'Hockenheimring. Conclude il campionato con una doppia vittoria al Paul Ricard assicurandosi il quinto posto in classifica.

### Formula 3

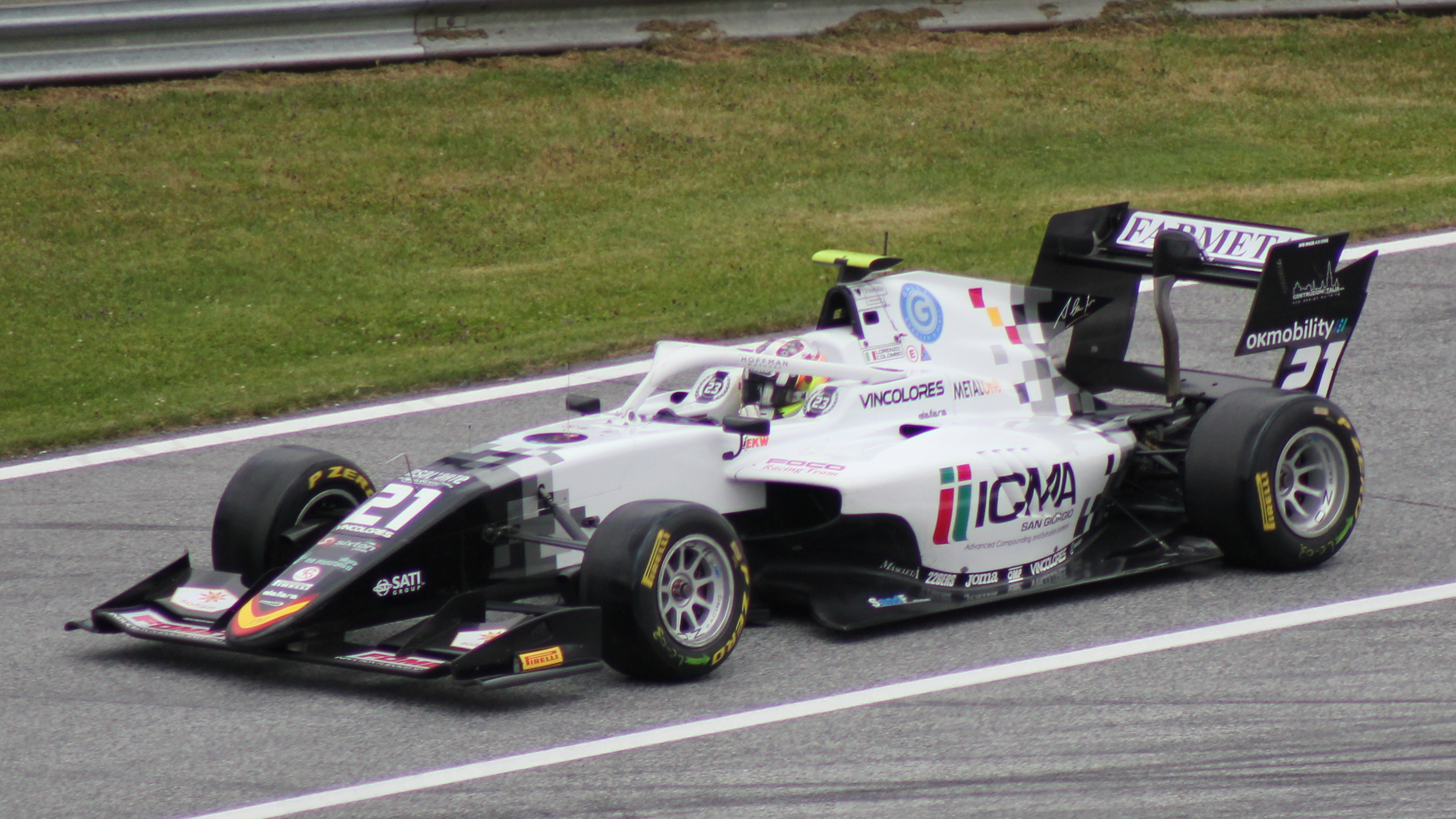
Colombo con il team Campos in Formula 3

A fine 2018 partecipa ai test pre-stagionali della Formula 3 a Yas Marina con il team MP Motorsport. L'anno seguente corre ancora con MP nei test a Valencia ma non viene scelto per iniziare il campionato del 2020.
Nel 2021 viene scelto dal team Campos per correre il campionato di Formula 3. Dopo un inizio difficile, complice anche un team poco competitivo, arriva la svolta nel round di Budapest, partito secondo, supera a metà gara Jonny Edgar e conquista la leadership della corsa che mantiene fino al traguardo, dopo la premiazione viene penalizzato di cinque secondi per un errore commesso dietro la Safety Car, perdendo così la vittoria e il podio. Nel weekend successivo in Belgio arriva sotto la pioggia la sua prima vittoria nella categoria con una gara dominata dal primo all'ultimo giro, arrivando al traguardo con più di tredici secondi di vantaggio sul secondo, Jak Crawford. In Russia ottiene un sesto posto che gli consente di ottenere 32 punti e il quindicesimo posto nella classifica generale.
Nel novembre del 2021 Colombo partecipa ai test collettivi per la stagione 2022 di Formula 3 a Valencia con il team Charouz Racing System.

### WEC

Colombo durante la 24 Ore di Le Mans alla guida della Oreca 07 del team Prema

Nel 2022 Colombo viene ingaggiato dal team Prema supportato da Iron Lynx per correre nel Campionato del mondo endurance 2022. L'italiano divide la Oreca 07 con l'ex pilota di Formula 2 Louis Delétraz e l'ex pilota di Formula 1 Robert Kubica. L'equipaggio si dimostra molto competitivo chiudendo le prime due gare nella top 10, nella 24 Ore di Le Mans arrivano sesti nella classifica generale e secondi nella propria classe dietro alla Jota Sport guidata da António Félix da Costa, Roberto González e Will Stevens.
Sempre con il team Prema partecipa ai primi quattro round del European Le Mans Series al posto del infortunato Juan Manuel Correa. Insieme a Delétraz e Ferdinando d'Asburgo vincono la 4 Ore di Le Castellet, la 4 Ore di Imola e la 4 Ore di Barcellona.
Visto gli ottimi risultati ottenuti nel suo primo anno nel WEC, Colombo viene selezionato per i Rookie Test ufficiali, l'italiano guiderà la vettura vincitrice della classe GT Pro.

## Risultati

### Riassunto della carriera
| Stagione | Serie                   | Team             | Gare | Vittorie | Pole | G.V | Podio | Punti | Pos. |
| -------- | ----------------------- | ---------------- | ---- | -------- | ---- | --- | ----- | ----- | ---- |
| 2016     | Formula 4 Italiana      | BVM Racing       | 21   | 0        | 0    | 0   | 1     | 73.5  | 12°  |
| 2017     | Formula 4 Italiana      | Bhaitech         | 21   | 2        | 6    | 3   | 8     | 223   | 3°   |
| 2017     | Formula 4 ADAC          | Bhaitech         | 3    | 0        | 0    | 0   | 0     | 0     | NC†  |
| 2017     | Euroformula Open        | Campos Racing    | 2    | 0        | 0    | 0   | 0     | 0     | NC†  |
| 2018     | Formula Renault Eurocup | JD Motorsport    | 20   | 0        | 2    | 0   | 5     | 152.5 | 6°   |
| 2018     | Formula Renault NEC     | JD Motorsport    | 2    | 0        | 0    | 0   | 1     | 35    | 12°‡ |
| 2018     | Formula 4 Italiana      | R-ace GP         | 3    | 0        | 0    | 0   | 0     | 3     | 25°  |
| 2019     | Formula Renault Eurocup | MP Motorsport    | 20   | 3        | 3    | 2   | 7     | 214.5 | 4°   |
| 2020     | Formula Renault Eurocup | Bhaitech Racing  | 18   | 3        | 4    | 2   | 5     | 170   | 5°   |
| 2021     | Formula 3               | Campos Racing    | 20   | 1        | 0    | 2   | 1     | 32    | 15°  |
| 2022     | European Le Mans Series | Prema Racing     | 4    | 3        | 0    | 0   | 3     | 85    | 3°   |
| 2022     | WEC - LMP2              | Prema Orlen Team | 6    | 0        | 0    | 0   | 1     | 94    | 5°   |

* Stagione in corso. 
 ‡ Pilota ospite, non idoneo ai punti.

### Risultati nella Eurocup Formula Renault 2.0
(legenda) (Le gare in grassetto indicano la pole position) (Le gare in corsivo indicano Gpv)
| Stagione | Team            | 1   | 2   | 3   | 4   | 5   | 6   | 7   | 8   | 9   | 10  | 11  | 12  | 13  | 14  | 15  | 16  | 17  | 18  | 19  | 20  | Punti | Pos. |
| -------- | --------------- | --- | --- | --- | --- | --- | --- | --- | --- | --- | --- | --- | --- | --- | --- | --- | --- | --- | --- | --- | --- | ----- | ---- |
| 2018     | JD Motorsport   | LEC | LEC | MNZ | MNZ | SIL | SIL | MON | MON | RBR | RBR | SPA | SPA | HUN | HUN | NÜR | NÜR | HOC | HOC | CAT | CAT | 152.5 | 6º   |
| 2018     | JD Motorsport   | 4   | 21  | 3   | 2   | 4   | 8   | 12  | Rit | 3   | 6   | 6   | 5   | 6   | 3   | 11  | 22  | Rit | 4   | 3   | 6   | 152.5 | 6º   |
| 2019     | MP Motorsport   | MNZ | MNZ | SIL | SIL | MON | MON | LEC | LEC | SPA | SPA | NÜR | NÜR | HUN | HUN | CAT | CAT | HOC | HOC | YMC | YMC | 214.5 | 4º   |
| 2019     | MP Motorsport   | Rit | 3   | 6   | 5   | 6   | 7   | 1   | 1   | 4   | 1   | Rit | 7   | 3   | 6   | 7   | 4   | 13  | 6   | 3   | 2   | 214.5 | 4º   |
| 2020     | Bhaitech Racing | MNZ | MNZ | IMO | IMO | NÜR | NÜR | MAG | MAG | ZAN | ZAN | CAT | CAT | SPA | SPA | IMO | IMO | HOC | HOC | LEC | LEC | 170   | 5°   |
| 2020     | Bhaitech Racing | 13  | Rit | 7   | 11  | 2   | 5   | 6   | 4   | 9   | 5   | 14  | 9   | WD  | WD  | 3   | 1   | 5   | 1   | 1   | 1   | 170   | 5°   |

### Risultati in Formula 3
(legenda) (Le gare in grassetto indicano la pole position) (Le gare in corsivo indicano Gpv)
| Stagione | Squadra       | 1   | 2   | 3   | 4   | 5   | 6   | 7   | 8   | 9   | 10  | 11  | 12  | 13  | 14  | 15  | 16  | 17  | 18  | 19  | 20  | 21  | Punti | Pos. |
| -------- | ------------- | --- | --- | --- | --- | --- | --- | --- | --- | --- | --- | --- | --- | --- | --- | --- | --- | --- | --- | --- | --- | --- | ----- | ---- |
| 2021     | Campos Racing | CAT | CAT | CAT | LEC | LEC | LEC | RBR | RBR | RBR | HUN | HUN | HUN | SPA | SPA | SPA | ZAN | ZAN | ZAN | SOC | SOC | SOC | 32    | 15º  |
| 2021     | Campos Racing | 23  | 22  | 29  | 14  | 20  | 19  | 25  | 19  | 13  | 7   | 7   | 11  | 1   | 14  | 14  | 13  | Rit | 17  | 6   | C   | Rit | 32    | 15º  |

### Risultati nel WEC
| Anno    | Squadra          | Classe | Vettura  | SEB | SPA | LMS | MON | FUJ | BHR | Punti | Pos. |
| ------- | ---------------- | ------ | -------- | --- | --- | --- | --- | --- | --- | ----- | ---- |
| 2022    | Prema Orlen Team | LMP2   | Oreca 07 | 4   | 7   | 2   | 6   | 6   | 4   | 94    | 5°   |
| Legenda |                  |        |          |     |     |     |     |     |     |       |      |

* Stagione in corso.

### Risultati nel ELMS
| Anno    | Squadra          | Classe | Vettura  | PAU | IMO | MON | BAR | SPA | POR | Punti | Pos. |
| ------- | ---------------- | ------ | -------- | --- | --- | --- | --- | --- | --- | ----- | ---- |
| 2022    | Prema Orlen Team | LMP2   | Oreca 07 | 1   | 1   | 5   | 1   |     |     | 85    | 3°   |
| Legenda |                  |        |          |     |     |     |     |     |     |       |      |

### 24 ore di Le Mans
| Anno | Classe | N° | Gomme | Vettura                       | Squadra          | Co-piloti                    | Giri | Pos. Assol. | Pos. di Classe |
| ---- | ------ | -- | ----- | ----------------------------- | ---------------- | ---------------------------- | ---- | ----------- | -------------- |
| 2022 | LMP2   | 9  | G     | Oreca 07 Gibson GK428 4.2L V8 | Prema Orlen Team | Louis Delétraz Robert Kubica | 369  | 6°          | 2°             |